# Khalil Allawi
Khalil Allawi   (Iraq, 6 de setembre de 1958), nom complet Khalil Mohammed Allawi, és un exfutbolista iraquià de la dècada de 1980.
Fou internacional amb la selecció de futbol de l'Iraq amb la qual participà a la Copa del Món de futbol de 1986. Pel que fa a clubs, destacà a Al Tayaran i Al-Rasheed Club.